# Nadkrytyczny reaktor wodny

Schemat nadkrytycznego reaktora wodnego

Nadkrytyczny reaktor wodny, SCWR (od ang. supercritical water reactor) – reaktor jądrowy IV generacji, wykorzystujący wodę w stanie nadkrytycznym (odnośnie do punktu krytycznego wody, nie krytycznej masy paliwa nuklearnego) jako czynnik roboczy. SCWR przypomina reaktor lekkowodny (LWR), ale panuje w nim wyższe ciśnienie i temperatura, ma przy tym jednoobiegowy cykl jak Reaktor wodny wrzący (BWR). Reaktory typu BWR, PWR i kotły nadkrytyczne są sprawdzonymi i powszechnie stosowanymi technologiami. Reaktory typu SCWR jako systemy nuklearne są obiecujące ze względu na ich dużą sprawność cieplną (~45% do ~33% dla obecnie stosowanych LWR) i prostszą budowę. Są przedmiotem badań przez 32 organizacje w 13 krajach.

## Budowa

### Moderator i chłodziwo
Reaktory typu SCWR wykorzystują wodę w stanie nadkrytycznym jako moderatora neutronów oraz chłodziwa. Substancja powyżej punktu krytycznego, zachowuje się jak silnie sprężony gaz, co eliminuje potrzebę stosowania sprężarek kabinowych i generatorów pary (PWR) albo pomp odrzutowych lub recyrkulacyjnych, separatorów pary i suszarek (BWR). Również przez to, że nie zachodzi wrzenie, w SCWR nie wytwarzają się chaotycznie rozmieszczone bąbelki pary, które zmniejszają gęstość i efekt moderujący. W reaktorach LWR może to wpływać na przekaz ciepła, przepływ wody i moderację neutronów, a sprzężenie zwrotne może być przyczyną trudności w przewidywaniu i kontroli mocy reaktora. Uproszczenie SCWR powinno spowodować redukcję kosztów budowy i poprawienie niezawodności i bezpieczeństwa. Neutrony zostaną jedynie częściowo spowolnione, prawdopodobnie do punktu zamiany na neutrony prędkie. Dzieje się tak, ponieważ woda w stanie nadkrytycznym ma mniejszą gęstość i moderuje neutrony słabiej niż woda w stanie ciekłym. Jest jednak lepsza do transferu ciepła. W niektórych rozwiązaniach projektowych wykorzystujących widmo neutronów prędkich woda jest reflektorem na zewnątrz rdzenia, tylko część rdzenia jest moderowana. Stosowanie neutronów prędkich ma trzy główne zalety:
- większa gęstość mocy, czyli generowanie większej mocy w reaktorze o tych samych wymiarach,
- współczynnik konwersji wyższy niż 1, umożliwiający wykorzystanie reaktora jako powielającego, co pozwala na większe użytkowanie uranu 238, stanowiącego ponad 99% uranu naturalnego
- neutrony prędkie rozszczepiają aktynowce, co sprawia, że długo żyjące produkty rozszczepienia mogą być transmutowane przez neutrony.

### Paliwo
Paliwo będzie podobne do tradycyjnego paliwa reaktorów PWR, prawdopodobnie z kanalizowanymi zespołami paliwowymi jak w reaktorach BWR, aby zmniejszyć ryzyko występowania obszarów o podwyższonych parametrach spowodowanego lokalnymi wahaniami ciśnienia/temperatury. Wzbogacenie paliwa będzie musiało być wyższe, aby wyrównać absorpcję neutronów przez koszulkę paliwową, która nie może być wykonana z cyrkonu tak jak w reaktorach typu LWR, gdyż cyrkon ulega korozji w wysokiej temperaturze. Można za to wykorzystać stal nierdzewną lub stopy niklu. Pręty paliwowe muszą być odporne na korozję w środowisku nadkrytycznym, jak również na wzrost temperatury w wypadku awarii. Istnieją cztery tryby awaryjne, które są brane pod uwagę podczas awarii: pękanie kruche, zapaść wyboczeń, szkody wynikające z występowania nadciśnienia oraz uszkodzenie na skutek pełzania. Aby zmniejszyć korozję, do wody może być dodany wodór.
Przynajmniej jedna koncepcja wykorzystuje cząsteczki paliwa reaktora wysokotemperaturowego chłodzonego gazem.

### Sterowanie
SCWR prawdopodobnie miałyby pręty kontrolne umieszczane od góry, jak dzieje się to w reaktorach PWR.

### Materiał
Warunki wewnątrz reaktora SCWR są cięższe niż te w reaktorach LWR, LMFBR i nadkrytycznych elektrowniach wykorzystujących paliwa kopalne, w których uzyskano już wiele doświadczenia. Brak jednak doświadczenia uwzględniającego kombinację niesprzyjającego otoczenia i intensywnego promieniowania neutronowego). Reaktory SCWR wymagają wyższego standardu materiałów, z których wykonywany jest rdzeń (zwłaszcza koszulki paliwowe) niż którykolwiek z powyżej wymienionych. Dodatkowo, niektóre elementy stają się bardzo reaktywne na skutek absorpcji neutronów, na przykład kobalt-59 wychwytując neutrony przekształca się w kobalt-60, który silniej emituje promieniowanie gamma. Z tego względu stopy zawierające kobalt są nieodpowiednie dla reaktorów.
Prace badawczo-rozwojowe skupiają się na poznaniu:
- właściwości chemicznych wody w stanie nadkrytycznym poddanej promieniowaniu (zapobieganiu pękania pod wpływem korozji natężeniowej oraz zachowaniu odporności na korozję na skutek promieniowania neutronowego i wysokich temperatur),
- stabilności wymiarowej i mikrostrukturalnej (zapobieganie kruchości, zachowanie wytrzymałości i odporności na pełzanie również pod wpływem promieniowania i wysokiej temperatury)
- materiałów, odpornych na ostre warunki i nieabsorbujących nadmiernej liczby neutronów, które wpływają na zużycie paliwa.

## Zalety
- Woda w stanie nadkrytycznym ma bardzo dobre parametry przenoszenia ciepła pozwalające na osiąganie wysokich gęstości mocy, niewielkie rozmiary rdzenia i konstrukcji obudowy.
- Zastosowanie nadkrytycznego cyklu Rankine’a wraz z jego charakterystycznymi wysokimi temperaturami poprawia wydajność (wyniesie ona 44% lub więcej w porównaniu do ok. 33% obecnie osiąganych w rektorach PWR/BWR)[4].
- Wyższa wydajność doprowadziłaby do mniejszego zużycia paliwa i lżejszego ładunku paliwowego, pomniejszając ilość ciepła odpadowego.
- SCWR jest standardowo projektowany jako cykl bezpośredni, przy którego użyciu para lub gorąca woda w stanie nadkrytycznym pochodząca z rdzenia jest wykorzystywana bezpośrednio w turbinie parowej. To sprawia, że budowa reaktora może być prostsza. Reaktory BWR są znacznie prostsze niż PWR, a z kolei SCWR są znacznie prostsze i bardziej spójne niż mniej wydajne BWR mające tę samą energię elektryczną. Nie stosuje się separatorów pary wodnej, a energia termalna pary oraz energia radiacyjna w mniejszym rdzeniu i ich pierwotny obieg chłodzenia również będą mniejsze niż w reaktorach BWR i PWR[3].
- Woda w temperaturze pokojowej znajduje się w stanie ciekłym. Poza tym jest tania, nietoksyczna i przezroczysta, co znacznie upraszcza kontrole i naprawy (w porównaniu do reaktorów chłodzonych ciekłymi metalami).
- Prędki SCWR mógłby być reaktorem powielającym, jak w proponowanym reaktorze typu CAESAR (Clean and Environmentally Safe Advanced Reactor) i mógłby spalać izotopy aktynowców.
- Ciężkowodny reaktor SCWR mógłby umożliwić korzystanie z paliwa zaczynając od toru (zasoby 4 razy większe niż uranu) przy zwiększonej odporności na proliferację broni masowego rażenia w porównaniu z przekształceniami uranu w pluton.

## Wyzwania
- Mniejsze rezerwy wody (w związku z małymi wymiarami obiegu pierwotnego) oznaczają mniejszą pojemność cieplną do buforowania stanów przejściowych i awarii (np. zmniejszenie przepływu wody zasilającej lub wypadków powodujących dużą utratę chłodziwa) co może skutkować awariami i temperaturami przejściowymi, które są zbyt wysokie dla konwencjonalnej metalowej obudowy[5].
- Potrzeba rozwoju materiałów i badań nad reakcjami chemicznymi z wodą w stanie nadkrytycznym.
- Opracowanie specjalnych procedur początkowych zapobiegających niestabilności, zanim woda nie osiągnie stanu nadkrytycznego.
- Budowa skomplikowanego rdzenia dla uzyskania ujemnego współczynnika reaktywności.